# Béziers Volley 2011-2012
Questa voce raccoglie le informazioni riguardanti il Béziers Volley nelle competizioni ufficiali della stagione 2011-2012.

## Organigramma societario
Area direttiva
- Presidente: Jean-Paul Cristofoli

Area tecnica
- Allenatore: Yannick Cembelo

## Rosa
| N° | Nome               | Ruolo | Data di nascita   | Nazionalità sportiva |
| -- | ------------------ | ----- | ----------------- | -------------------- |
| 1  | Ludmilla da Silva  | S     | 19 ottobre 1984   | Brasile              |
| 4  | Alessandra Guerra  | S     | 5 aprile 1981     | Brasile              |
| 5  | Kindra Carlson     | S/O   | 12 novembre 1987  | Stati Uniti          |
| 6  | Lucie Deukelaire   | L     | 26 maggio 1993    | Francia              |
| 7  | Alesha Deesing     | C     | 10 settembre 1985 | Stati Uniti          |
| 8  | Irène Camara       | P     | 28 giugno 1980    | Spagna               |
| 9  | Pauline Soullard   | C     | 24 aprile 1985    | Francia              |
| 10 | Patricia Aranda    | P     | 25 giugno 1979    | Spagna               |
| 12 | Justine Astruc     | C     | 22 aprile 1983    | Francia              |
| 14 | Tatiana Morenko    | P     | 9 marzo 1971      | Francia              |
| 16 | Hélène Schleck     | S     | 13 maggio 1986    | Francia              |
| 18 | Alexandra Rochelle | L     | 14 dicembre 1983  | Francia              |